# قنبر کبیری
قنبر کبیری (زادهٔ ۱۳۳۸ در مرودشت) نمایندهٔ حوزهٔ انتخابیهٔ مرودشت، ارسنجان و پاسارگاد در دورهٔ سوم مجلس شورای اسلامی بوده‌است. وی پیش‌تر در دورهٔ دوم نیز عضو این مجلس بود.